# Герб городского округа Щёлково
Герб городского округа Щёлково представляет собой традиционный геральдический щит. В серебряном поле с узкой выщербленной и окаймлённой золотом главой червлёный челнок, сопровождаемый червленой (красной) нитью, образующей трилистник, в серебре.

## История
Утверждён как герб Щёлковского района решением №58/10 Совета депутатов района 3 июля 2001 года и переутвержден в несколько ином цветовом оформлении Решением Совета депутатов Щелковского муниципального района Московской области от 25 мая 2010 года №78/11. Решением Совета депутатов городского округа Щёлково Московской области от 16 июля 2019 года № 1027/93-235-НПА переутверждён как герб городского округа Щёлково.

## Геральдическое обоснование
Символика фигуры, образованной челноком и нитью, многозначна: ткацкий челнок с нитью, образующей трилистник – символы развитого текстильного производства, издавна известного на территории городского округа Щёлково, в прошлом – части Богородского уезда Московской губернии; слово «челнок» метафорически означает космический корабль, так как на территории бывшего Щёлковского района (непосредственно примыкая к территории нынешнего городского округа Щёлково) находится всемирно известный Звездный городок, где живут и работают российские космонавты, совершающие полеты на космических ракетах. Таким образом, устремленный вверх челнок символизирует историю городского округа Щёлково, который прошел путь от ткацкого челнока до космического «челнока» (корабля). Лазоревая фигура в верхней части герба символизирует реку Клязьму, протекающую по территории городского округа Щёлково.
Примененные в гербе цвета символизируют:
- червлень (красный цвет) – символ храбрости, великодушия, любви и праздника;
- лазурь (синий цвет) – символ чести, славы, преданности, истины, добродетели и чистого неба;
- серебро (белый цвет) – символ чистоты, ясности, открытости, божественной мудрости, невинности;
- золото (желтый цвет) – символ богатства, прочности, стабильности и процветания.